# عادل الشاذلي (لاعب كرة قدم يمني)
عادل وجدان محمود الشاذلي (مواليد 13 أبريل 2000) لاعب كرة قدم يمني من مواليد الإمارات يجيد اللعب كصانع ألعاب يلعب في نادي الإمارات.
هو ابن اللاعب اليمني السابق عادل الشاذلي لعب سابقاً في النادي الأهلي ونادي لوزيرن ونادي سيون السويسري في الفئات السنية واختير في إحدى معسكرات منتخب الشباب السويسري ووقع مع نادي شباب الأهلي في عام 2018 بعد السماح بمشاركة المواليد والمقيمين في الدوري الإماراتي و أعير في عام 2022 إلى نادي كلباء و انتقل إلى نادي الإمارات في عام 2024.